# Villarreal CF B
Villarreal CF B är B-lag till Villarreal CF. Villarreal B spelar i Segunda División.
Laget grundades 1999. Villarreal spelar sina hemmamatcher på Ciudad Deportiva Villarreal CF som rymmer 5 000 åskadare. Ordförande i klubben är Fernando Roig och tränaren heter José Molina.
Till skillnad från Sverige är att reservlag i Spanien spelar i samma serier som A-lagen. Däremot kan inte reservlaget spela i samma division som sitt seniorlag. Så Villarreal B kan inte spela i samma division som Villarreal CF:s A-lag. Reservlaget får inte heller längre spela i Copa Del Rey som man gjorde förr.
2010 slutade Villarreal B på 17:e plats i Segunda División, de vann 15 matcher och fick 51 poäng. Real Betis som vann fick 83 poäng.